# 3777 McCauley
3777 McCauley, o 1981 JD2, è un asteroide della fascia principale. Scoperto nel 1981, dall'Osservatorio di Monte Palomar, presenta un'orbita caratterizzata da un semiasse maggiore pari a 2,2767236 UA e da un'eccentricità di 0,1616507, inclinata di 4,19350° rispetto all'eclittica.
È così denominato in onore di John Francis McCauley, geologo e planetologo dell'U.S. Geological Survey.